# 四街道市消防本部
四街道市消防本部（よつかいどうししょうぼうほんぶ）は、千葉県四街道市の消防部局（消防本部）。管轄区域は四街道市全域。

## 概要
- 消防本部：四街道市鹿渡934-5
- 管内面積：34.70km2
- 職員定数：112人
- 消防署1カ所、分署2カ所
- 主力機械（2018年4月1日現在）
  - 普通消防ポンプ自動車：1
  - 水槽付消防ポンプ自動車：4
  - はしご付消防自動車：1
  - 屈折はしご付消防自動車：1
  - 化学消防自動車：1
  - 高規格救急自動車：5
  - 指揮統制車：1
  - 後方支援車：1
  - 救助工作車：1
  - 査察車：1
  - その他：6

【主力機械に関する参考文献：平成18年版消防防災年報（千葉県総務部消防地震防災課）】

## 沿革
- 1967年10月1日　消防団常備部が発足する。
- 1967年12月27日　消防団常備部が消防業務を開始する。
- 1971年4月1日　消防団常備部を廃止し、四街道町消防本部及び四街道町消防署を開設する。
- 1972年4月26日　消防本部及び消防署の合同庁舎が落成する。
- 1972年8月15日　救急業務を開始する。
- 1977年12月1日　千代田分署を開設する。
- 1981年4月1日　市制を施行し四街道市となる。四街道市消防本部及び四街道市消防署に改称する。
- 1981年12月2日　旭分署を開設する。
- 1985年9月2日　四街道市消防音楽隊が発足する。
- 1986年5月1日　四街道市消防の歌を制定する。
- 1994年4月1日　四街道市消防資料館を開設する。
- 1995年4月1日　初の高規格救急車を消防署に配置する。救急救命士による救急業務を開始する。
- 1999年2月17日　千代田分署に高規格救急車を配置する。
- 2002年3月19日　旭分署に高規格救急車を配置する。

## 組織
- 本部 - 総務課、予防課、警防課
- 消防署

## 消防署
| 消防署         | 住所      | 分署                              |
| -------------- | --------- | --------------------------------- |
| 四街道市消防署 | 鹿渡934-5 | 千代田：千代田5-33 旭：みそら1-25 |

## 車両
近年更新配備された車両には、全国的にも見ることが少ない貴重な車両が導入されている。その理由の一つとして緊急消防援助隊で千葉県隊が出場する地域に北海道方面が指定されていることを考慮し、寒冷地に冬季期間派遣されても隊員・車両共に支障なく活動できるようにするためである。
- 後方支援車（札幌ボデー工業製）
- 化学車（田井自動車工業製）
- 水槽付ポンプ車（田井自動車工業製）
- 特注フロントライト仕様の先端屈折式はしご車（日本機械工業製）
- 日本初となるアルミ製屈折はしご付ポンプ車「マルチスター」（マギルス、モリタ製）

上記の車両は、派手なデザインのマーキングと他の消防本部の倍の数装備された赤色閃光灯、自発光式ナンバープレート（ヘッドランプ作動時に連動）を施している。今でこそ大阪サイレン製のサイレンアンプシリーズは全国的にも知られるようになったが、企画立案したのは四街道消防である。さらに日本で初めて二輪車（ヤマハ・マジェスティ）をベースにした小型水槽付きの消防車"ミストドラゴン"（日本機械工業製）が導入されているなど、消防車の革新にも力を入れている。
なお、トラックベースの高規格救急車「札幌ボデー・トライハート」が配置されていたが廃車となった。

## 市消防資料館
四街道市吉岡（国道51号吉岡交差点近くの旧市立旭小学校吉岡分校跡地）に市消防資料館があったが、閉館した。